# 4 януари
4 януари е 4-тият ден в годината според григорианския календар. Остават 361 дни до края на годината (362 през високосна година).

## Събития
- 1493 г. – Христофор Колумб напуска Новия свят, като слага край на първото си пътуване.
- 1698 г. – Голям пожар разрушава резиденцията на английската корона – Двореца Уайтхол.

- 1762 г. – Англия обявява война на Испания и на Неапол.
- 1847 г. – Самюел Колт продава първия си револвер на правителството на САЩ.
- 1863 г. – Джеймс Плимптън патентова в САЩ ролковите кънки.
- 1865 г. – На Уол Стрийт (Ню Йорк) започва да действа Нюйоркска стокова борса.
- 1878 г. – Победата на Русия в Битката при София – заключителното действие на Западния отряд (Гурко) за разгрома на Орханийската османска армия в Руско-турската война (1877 – 1878) – води до освобождаването на София от османско владичество.
- 1885 г. – В Айова, САЩ е направена първата операция по отстраняване на апендикс.
- 1896 г. – Юта става 45-ият американски щат.
- 1923 г. – Владимир Ленин прави завещание, в което изказва мнение за ограничаване на властта на Сталин.
- 1924 г. – Гласуван Закон за защита на държавата от XXI обикновено народно събрание; законът е премахнат 20 години по-късно.
- 1926 г. – Съставено е четиридесет и третото правителство на България, начело с Андрей Ляпчев.
- 1936 г. – В Ню Йорк е публикувана първата ранглиста на хитовете (Billboard) въз основа на продадените грамофонни плочи.
- 1948 г. – Бирма (Мианмар) получава независимостта си от Обединеното кралство, денят се чества като национален празник.
- 1951 г. – Корейска война: Севернокорейските и китайските войски овладяват столицата на Южна Корея Сеул.
- 1958 г. – Спутник-1 излиза от орбитата си и пада на Земята (изстрелян е на 4 октомври 1957).
- 1962 г. – В Ню Йорк е показан влак, който може да се движи без екипаж на борда.
- 1970 г. – Бийтълс правят последния си запис като група.
- 1980 г. – Във връзка с нахлуването на съветски войски в Афганистан президентът на САЩ Джими Картър обявява бойкот на Олимпийските игри в Москва.
- 1990 г. – Учредено е Движението за права и свободи с председател Ахмед Доган.
- 2004 г. – Космическият апарат на НАСА Спирит успешно каца на Марс в 04:35 UTC.
- 2004 г. – Михаил Саакашвили печели президентските избори в Грузия.
- 2010 г. – Официално е открита най-високата сграда в света дотогава – Бурж Халифа в Дубай, Обединените Арабски Емирства

## Родени
- 1643 г. – Исак Нютон, английски физик († 1727 г.)
- 1710 г. – Джовани Батиста Перголези, италиански композитор († 1736 г.)
- 1772 г. – Жан-Етиен Ескирол, френски психиатър († 1840 г.)
- 1785 г. – Якоб Грим, немски филолог († 1863 г.)
- 1809 г. – Луи Брайл, френски изобретател († 1852 г.)
- 1826 г. – Адам Цвецински, руски офицер († 1881 г.)
- 1838 г. – Павел Калянджи, български педагог († 1890 г.)
- 1848 г. – Таро Кацура, министър-председател на Япония († 1913 г.)
- 1849 г. – Никола Сукнаров, български политик († 1894 г.)
- 1881 г. – Иван Пашов, български революционер († 1955 г.)
- 1882 г. – Йованче Попантов, български революционер († 1906 г.)
- 1886 г. – Мариано Латоре, чилийски писател († 1955 г.)
- 1893 г. – Йордан Анастасов, български политик († 1976 г.)
- 1920 г. – Уилям Колби, американски юрист († 1996 г.)
- 1925 г. – Ганчо Ганчев, български актьор († 1990 г.)
- 1927 г. – Жак Моше Авдала, български сценограф и живописец († 2000 г.)
- 1932 г. – Карлос Саура, испански режисьор († 2023 г.)
- 1934 г. – Рудолф Шустер, президент на Словакия
- 1935 г. – Флойд Патерсън, американски боксьор († 2006 г.)
- 1936 г. – Еньо Вълчев, български борец († 2014 г.)
- 1940 г. – Брайън Джоузефсън, британски физик, Нобелов лауреат през 1973 г.
- 1940 г. – Гао Синдзиен, китайски писател, Нобелов лауреат през 2000 г.
- 1941 г. – Джордж Косматос, италиански режисьор († 2005 г.)
- 1942 г. – Джон Маклафлин, британски музикант
- 1945 г. – Ричард Шрок, американски химик, Нобелов лауреат през 2005 г.
- 1959 г. – Али Ахмети, албански политически водач
- 1960 г. – Майкъл Стайп, американски певец (R.E.M.)
- 1962 г. – Питър Стийл, американски музикант (Type O Negative) († 2010 г.)
- 1963 г. – Тил Линдеман, немски музикант (Rammstein)
- 1964 г. – Елман Зейналов, азербайджански дипломат
- 1964 г. – Христо Шопов, български актьор
- 1966 г. – Томас Щангл, австрийски писател
- 1971 г. – Йоанис Николаидис, гръцки шахматист
- 1973 г. – Росен Кирилов, български футболист
- 1974 г. – Армин Цьогелер, италиански състезател по пързаляне с шейна
- 1977 г. – Тим Уилър, ирландски певец (Ash)
- 1978 г. – Доминик Хърбати, словашки тенисист
- 1984 г. – Франсиско Мартос, испански футболист
- 1985 г. – Рос Търнбул, английски футболист
- 1990 г. – Тони Кроос, германски футболист
- 1992 г. – Вилислав, български попфолк певец
- 1995 г. – Мария Исабел, испанска певица

## Починали
- 1695 г. – Люксамбур, френски офицер (* 1628 г.)
- 1791 г. – Етиен Морис Фалконе, френски скулптор (* 1716 г.)
- 1818 г. – Онуфрий Габровски, български монах (* 1786 г.)
- 1849 г. – Франц Габелсбергер, немски стенограф (* 1789 г.)
- 1881 г. – Неофит Рилски, български учител (* 1793 г.)
- 1903 г. – Йосиф Пречистански, български революционер (* 1870 г.)
- 1908 г. – Димче Сарванов, български революционер (* 1879 г.)
- 1919 г. – Георг фон Хертлинг, канцлер на Германия (* 1843 г.)
- 1920 г. – Бенито Перес Галдос, испански писател (* 1843 г.)
- 1920 г. – Григор Начович, български политик (* 1845 г.)
- 1941 г. – Анри Бергсон, френски философ, Нобелов лауреат през 1927 (* 1859 г.)
- 1942 г. – Орце Николов, македонски партизанин (* 1916 г.)
- 1943 г. – Мирче Ацев, македонски партизанин (* 1915 г.)
- 1943 г. – Страшо Пинджур, македонски партизанин (* 1915 г.)
- 1954 г. – Димитър Папрадишки, български иконописец (* 1859 г.)
- 1960 г. – Албер Камю, френски философ, Нобелов лауреат през 1957 г. (* 1913 г.)
- 1961 г. – Ервин Шрьодингер, австрийски физик, Нобелов лауреат през 1933 г. (* 1887 г.)
- 1965 г. – Томас Стърнз Елиът, американски поет, Нобелов лауреат през 1948 г. (* 1888 г.)
- 1966 г. – Жорж Тьони, белгийски политик (* 1873 г.)
- 1979 г. – Калина Малина, българска писателка (* 1898 г.)
- 1985 г. – Брайън Хорокс, британски военачалник (* 1895 г.)
- 1990 г. – Детко Петров, български писател (* 1936 г.)
- 1996 г. – Михаил Михайлов, български актьор (* 1921 г.)
- 1999 г. – Кишомару Уешиба, японски айкидист (* 1921 г.)
- 2000 г. – Стефан Гечев, български поет (* 1912 г.)
- 2001 г. – Александра Адлер, австрийска невроложка (* 1901 г.)
- 2004 г. – Брайън Гибсън, американски режисьор (* 1944 г.)
- 2006 г. – Махтум бин Рашид ал Махтум, министър-председател на ОАЕ (* 1946 г.)
- 2006 г. – Ървинг Лейтън, канадски поет (* 1912 г.)
- 2007 г. – Сандро Салвадоре, италиански футболист (* 1939 г.)
- 2011 г. – Джери Рафърти, шотландски певец (* 1947 г.)
- 2011 г. – Коен Мулийн, холандски футболист (* 1937 г.)
- 2017 г. – Стефан Орманджиев, български футболен съдия (* 1953 г.)

## Празници
- Православен календар: Събор на св. 70 апостоли. Св. преподобномъченик Онуфрий Габровски. Св. преподобни Тривелий Теоктист. Имен ден празнуват Тихомир, Тихомира, Тервел.
- Ангола – Ден на мъчениците от колониалните репресии
- Мианмар – Ден на независимостта (от Великобритания, 1948 г., национален празник)
- Самоа – Рожден ден на краля